# Rassul Abduraim
Rassul Abduraim (kyrillisch Расул Абдураим; * 13. Dezember 1988 im Rajon Panfilow, Oblus Tschüi) ist ein kirgisischer Taekwondoin. Er startet in der Gewichtsklasse bis 68 Kilogramm.
Abduraim nimmt seit 2004 an internationalen Juniorenmeisterschaften teil. Im Erwachsenenbereich debütierte er bei der Weltmeisterschaft 2007 in Peking. In der Klasse bis 67 Kilogramm schied er nach seinem zweiten Kampf frühzeitig aus. Er qualifizierte sich für die Olympischen Spiele 2008 in Peking. Nach einer Auftaktniederlage gegen Daniel Manz belegte er in der Klasse bis 68 Kilogramm im Endklassement Rang elf. Abduraim kassierte bei der Weltmeisterschaft 2009 in Kopenhagen und 2011 in Gyeongju erneut frühzeitige Niederlagen. Beim asiatischen Olympiaqualifikationsturnier 2011 in Bangkok erreichte er in der Klasse bis 68 Kilogramm das Finale gegen Nesar Ahmad Bahave und qualifizierte sich für seine zweiten Olympischen Spiele 2012 in London.